# Lawatan
Lawatan is een bestuurslaag in het regentschap Tegal van de provincie Midden-Java, Indonesië. Lawatan telt 4619 inwoners (volkstelling 2010).